# Les Inconnus

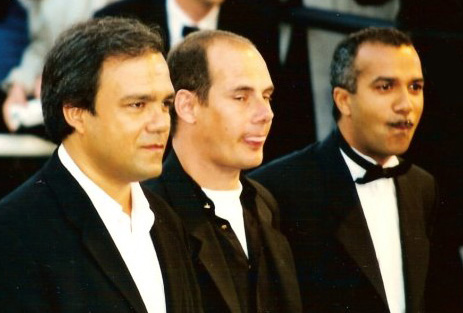
Les Inconnus: Didier Bourdon, Bernard Campan, Pascal Légitimus

Les Inconnus (französisch für „die Unbekannten“) ist der Name eines Comedytrios bestehend aus Didier Bourdon, Bernard Campan und Pascal Légitimus. Die anfangs zusätzlichen beiden Mitglieder der Comedygruppe Smaïn und Seymour Brussel verließen die Gruppe ein Jahr nach der Gründung.
Das Trio wurde in den 1990er Jahren im frankophonen Raum mit der Parodiesendung La Télé des Inconnus populär. Einige der Fernsehsketche wurden auf Tourneen auch vor Publikum aufgeführt.	
Les Inconnus trennten sich Mitte der 1990er Jahre auf dem Höhepunkt ihrer Bekanntheit aufgrund einer rechtlichen Differenz mit ihren Ex-Managern und -Produzenten Paul Lederman und Claude Martinez.
Auch nach ihrer offiziellen Auflösung stellten Les Inconnus jedoch noch mehrere Kinofilme her, die sich besonders in Frankreich großer Beliebtheit erfreuten.

## Filmografie
- 1985: Le téléphone sonne toujours deux fois !! (produziert von Jean-Pierre Vergne)
- 1995: Alles kein Problem! (Les Trois Frères) (produziert von Didier Bourdon und Bernard Campan)
- 1997: Le Pari (produziert von Didier Bourdon und Bernard Campan) (ohne Pascal Légitimus)
- 2000: L'Extraterrestre (produziert von Didier Bourdon) (ohne Pascal Légitimus)
- 2001: Les Rois mages (produziert von Didier Bourdon und Bernard Campan)
- 2006: Madame Irma (produziert von Didier Bourdon und Yves Fajnberg) (ohne Bernard Campan)
- 2014: Les Trois Frères – le retour